# Jazīrat Umm al Khanāzīr
Jazīrat Umm al Khanāzīr (arabiska: جزيرة ام الخنازير) är en ö i Iraks huvudstad Bagdad.